# Ghilino Ghilini
Ghilino Ghilini (Ferrara, 1477 circa – Ferrara, 21 dicembre 1559) è stato un vescovo cattolico e diplomatico italiano.

## Biografia
Nacque a Ferrara, proveniente dalla casata patrizia alessandrina dei Ghilini.
Nel 1506 venne nominato podestà di Finale e nel 1508 canonico della cattedrale di Ferrara. Probabilmente in quel periodo entrò in contatto con la corte ducale divenendo segretario di Alfonso I d'Este. L'8 giugno 1510 venne inviato in missione alla corte francese per chiedere sostegno contro la proibizione papale di produrre sale a Comacchio.
Fu nominato vescovo di Comacchio il 1 settembre 1514 da papa Leone X e si addottorò in diritto civile il 14 ottobre dello stesso anno. Fu suffraganeo del cardinale Giovanni Salviati, arcivescovo di Ferrara, e poi vicario di Ippolito d'Este, arcivescovo di Milano. Fu ambasciatore per la casa d'Este presso Massimiliano II d'Asburgo che lo creò cavaliere aurato e conte palatino.
Morì a Ferrara e venne sepolto nella chiesa di San Francesco con il seguente epitaffio: